# Hafsa Zinaï Koudil
Hafsa Zinaï Koudil (13 de septiembre de 1951) es una novelista, periodista y directora de cine nacida en Argelia que reside en Francia.

## Biografía
Hafsa Zinaï Koudil nació en Aïn Beïda, al este de Argelia. Trabajó para la Télévision Algérienne hasta que tuvo una disputa a causa de su primera película, una cinta de 16mm. Su trabajo, titulado Le démon au féminin, trataba sobre la historia verdadera de Latifa, una profesional argelina que se negaba a usar el velo árabe. A pedido de su esposo, Latifa recibió un violento exorcismo por parte de los fundamentalistas islámicos en 1991: su tortura duró seis horas y la dejó con heridas que la confinaron a la silla de ruedas. Mientras filmaba el largometraje, entre septiembre de 1992 y enero de 1993, Koudil recibió amenazas de muerte. Tras un intento de secuestro, se exilió en Túnez con su familia. Necesitó de una escolta policial en el Festival Internacional de Cine de Amiens, donde su trabajo compartió el premio del público.

## Obra

### Novelas
- La fin d'un rêve [El fin de un sueño], 1984
- Le pari perdu [La apuesta perdida], 1986
- Papillon ne volera plus [La mariposa ya no volará], 1990
- Le passé décomposé [El pasado imperfecto], 1992.
- Sans voix [Sin voz], 1997

### Filmografía
- Le démon au féminin / al-Shaytan imra`a [La mujer como demonio], 1993/1994.